# マット・シュネル
マット・シュネル（Matt Schnell、1990年1月15日 - ）は、アメリカ合衆国の男性総合格闘家。ミシシッピ州エイモリー出身。アメリカン・キックボクシング・アカデミー所属。元Legacy FCフライ級暫定王者。

## 来歴

### 総合格闘技
2009年、プロ総合格闘技デビュー。Legacy FCを主戦場に活躍し、Legacy FCフライ級暫定王座を獲得した。

#### The Ultimate Fighter
2016年8月、リアリティ番組「The Ultimate Fighter」のシーズン24に参加し、ヘンリー・セフード率いるチーム・セフードに所属。フライ級トーナメント一回戦でマット・ヒーゾと対戦し、三角絞めで2R一本勝ち。準々決勝でティム・エリオットと対戦し、ギロチンチョークで1R一本負け。

#### UFC
2016年12月3日、UFC初参戦となったThe Ultimate Fighter 24 Finaleでロブ・フォントと対戦し、右膝蹴りでダウンを奪われパウンドで1RKO負け。
2018年6月23日、UFC Fight Night: Cowboy vs. Edwardsで井上直樹と対戦し、2-1の判定勝ち。
2019年8月3日、UFC on ESPN: Covington vs. Lawlerでフライ級ランキング9位のジョーダン・エスピノーサと対戦し、三角絞めで1R一本勝ち。パフォーマンス・オブ・ザ・ナイトを受賞した。
2019年12月21日、UFC Fight Night: Edgar vs. The Korean Zombieでフライ級ランキング4位のアレッシャンドリ・パントージャと対戦し、激しい打ち合いを繰り広げたものの、カウンターの右フックでダウンを奪われパウンドで1RKO負け。
2021年1月20日、UFC on ESPN: Chiesa vs. Magnyでフライ級ランキング13位のタイソン・ナムと対戦し、2-1の判定勝ち。
2021年5月15日、UFC 262でフライ級ランキング9位のホジェリオ・ボントリンと対戦し、0-3の判定負け。この試合はボントリンの体重超過により137ポンド契約で行われた。試合後、全米アンチ・ドーピング機関（USADA）が5月1日に実施した抜き打ちドーピング検査でボントリンからヒドロクロロチアジド（HCTZ）の陽性反応が出たことが公表され、試合結果がノーコンテストに変更された。
2022年5月7日、UFC 274でフライ級ランキング6位のブランドン・ロイバルと対戦し、ギロチンチョークで1R一本負け。敗れはしたものの、ファイト・オブ・ザ・ナイトを受賞した。
2022年7月16日、UFC on ABC: Ortega vs. Rodríguezでフライ級ランキング12位のス・ムダルジと対戦。左ストレートでダウンを奪われ、ムダルジのパンチと肘打ちで再三にわたりぐらつくものの、テイクダウンを奪いグラウンドの肘打ちとパウンドで巻き返し、最後はマウントから反転したムダルジに三角絞めを極めて2Rテクニカル一本勝ち。ファイト・オブ・ザ・ナイトを受賞した。
2022年12月3日、UFC on ESPN: Thompson vs. Hollandでフライ級ランキング6位のマテウス・ニコラウと対戦し、右フックでダウンを奪われパウンドで2RKO負け。
2024年3月2日、UFC Fight Night: Rozenstruik vs. Gazievでフライ級ランキング12位のスティーブ・エルセグと対戦し、左フックで2RKO負け。
2024年9月7日、UFC Fight Night: Burns vs. Bradyでフライ級ランキング15位のコーディ・ダーデンとバンタム級契約で対戦し、ニンジャチョークで2R一本負け。

## 戦績
| 総合格闘技 戦績 | 総合格闘技 戦績 | 総合格闘技 戦績 | 総合格闘技 戦績 | 総合格闘技 戦績 | 総合格闘技 戦績 | 総合格闘技 戦績 |
| --------------- | --------------- | --------------- | --------------- | --------------- | --------------- | --------------- |
| 27 試合         | (T)KO           | 一本            | 判定            | その他          | 引き分け        | 無効試合        |
| 17 勝           | 2               | 9               | 5               | 1               | 0               | 1               |
| 9 敗            | 5               | 3               | 1               | 0               | 0               | 1               |

| 勝敗 | 対戦相手                           | 試合結果                                   | 大会名                                          | 開催年月日     |
| ○    | ジミー・フリック                   | 5分3R終了 判定3-0                          | UFC on ESPN 66: Machado Garry vs. Prates        | 2025年4月26日  |
| ×    | コーディ・ダーデン                 | 2R 0:29 ニンジャチョーク                   | UFC Fight Night: Burns vs. Brady                | 2024年9月7日   |
| ×    | スティーブ・エルセグ               | 2R 0:26 KO（左フック）                     | UFC Fight Night: Rozenstruik vs. Gaziev         | 2024年3月2日   |
| ×    | マテウス・ニコラウ                 | 2R 1:44 KO（右フック→パウンド）            | UFC on ESPN 42: Thompson vs. Holland            | 2022年12月3日  |
| ○    | ス・ムダルジ                       | 2R 4:24 三角絞め                           | UFC on ABC 3: Ortega vs. Rodríguez              | 2022年7月16日  |
| ×    | ブランドン・ロイバル               | 1R 2:14 ギロチンチョーク                   | UFC 274: Oliveira vs. Gaethje                   | 2022年5月7日   |
| －   | ホジェリオ・ボントリン             | ノーコンテスト（ボントリンの薬物検査失格） | UFC 262: Oliveira vs. Chandler                  | 2021年5月15日  |
| ○    | タイソン・ナム                     | 5分3R終了 判定2-1                          | UFC on ESPN 20: Chiesa vs. Magny                | 2021年1月20日  |
| ×    | アレッシャンドリ・パントージャ     | 1R 4:17 KO（右フック→パウンド）            | UFC Fight Night: Edgar vs. The Korean Zombie    | 2019年12月21日 |
| ○    | ジョーダン・エスピノーサ           | 1R 1:23 三角絞め                           | UFC on ESPN 5: Covington vs. Lawler             | 2019年8月3日   |
| ○    | ルイス・スモルカ                   | 1R 3:18 三角絞め                           | UFC Fight Night: Lewis vs. dos Santos           | 2019年3月9日   |
| ○    | 井上直樹                           | 5分3R終了 判定2-1                          | UFC Fight Night: Cowboy vs. Edwards             | 2018年6月23日  |
| ○    | マルコ・ベルトラン                 | 5分3R終了 判定3-0                          | UFC 216: Ferguson vs. Lee                       | 2017年10月7日  |
| ×    | ヘクター・サンドバル               | 1R 4:24 KO（パウンド）                     | UFC Fight Night: Swanson vs. Lobov              | 2017年4月22日  |
| ×    | ロブ・フォント                     | 1R 3:47 KO（右膝蹴り→パウンド）            | The Ultimate Fighter 24 Finale                  | 2016年12月3日  |
| ○    | クレイトン・マイ                   | 1R 2:14 腕ひしぎ十字固め                   | Legacy FC 52 【LegacyFCフライ級暫定王座決定戦】 | 2016年3月25日  |
| ○    | ジョナサン・マルチネス             | 2R 2:21 失格（反則の膝蹴り）               | Legacy FC 49                                    | 2015年12月4日  |
| ○    | ヴァンダレイ・カルバーリョ・レイチ | 1R 0:19 KO（右アッパー→パウンド）          | Legacy FC 49                                    | 2015年6月26日  |
| ○    | アルバート・タピア                 | 2R 3:19 腕ひしぎ十字固め                   | Legacy FC: Legacy Kickboxing 2                  | 2015年5月29日  |
| ○    | クリス・マイヤーズ                 | 1R 0:17 ギロチンチョーク                   | Caged Warrior Championship 6                    | 2015年2月21日  |
| ○    | トーマス・コールマン               | 1R 逆三角絞め                              | Summit FC 10                                    | 2014年11月22日 |
| ○    | ラトラル・パーデュー               | 1R KO（パンチ）                            | GFA 27: The Stage                               | 2014年9月19日  |
| ×    | クレイトン・マイ                   | 2R 1:24 ギロチンチョーク                   | Legacy FC 32                                    | 2014年6月20日  |
| ○    | ロジャー・レイエス                 | 1R 1:26 ギロチンチョーク                   | WFC 17: Battle at the Belle                     | 2014年1月25日  |
| ×    | イライアス・ガルシア               | 5分3R終了 判定0-2                          | Legacy FC 20                                    | 2013年5月31日  |
| ○    | マーカス・デュパー                 | 1R 1:06 腕ひしぎ十字固め                   | Legacy FC 15                                    | 2012年11月16日 |
| ○    | ライアン・ホリス                   | 5分3R終了 判定2-1                          | Legacy FC 14                                    | 2012年9月14日  |

## 獲得タイトル
- Legacy FCフライ級暫定王座（2016年）

## 表彰
- UFC パフォーマンス・オブ・ザ・ナイト（1回）
- UFC ファイト・オブ・ザ・ナイト（2回）